# Алаев, Александр Александрович
Александр Александрович Алаев (род. 30 октября 1979, Москва) — российский футболист, игрок в мини-футбол и пляжный футбол, а также футбольный функционер, исполнявший обязанности президента Российского футбольного союза с 25 декабря 2017 по 19 декабря 2018 года; генеральный директор РФС с 18 декабря 2013; генеральный секретарь РФС с 2019 года, президент Футбольной национальной лиги с февраля 2021 по июль 2022 года. И в этом же году единогласно избран в исполком Российского футбольного союза. С 27 июня 2022 года — врио президента Российской премьер-лиги, с 16 августа — президент РПЛ. Входит в 50 самых влиятельных людей российского футбола по версии «СЭ».

## Биография

### Карьера игрока
Родился 30 октября 1979 года в Москве. Окончил Московский государственный строительный университет по специальности «мировая экономика». Воспитанник СДЮШОР № 76 «Тимирязевец», выступал в одной команде с Ильёй Леоновым. Выступал за команду МГСУ в обычном футболе и мини-футболе в 1995—1997 годах в одной команде с Сергеем Анохиным, будущим вице-президентом РФС и президентом Московской Федерации футбола, и Сергеем Шамраем, будущим начальником отдела пляжного футбола РФС.
В 2005 году Алаев побывал на чемпионате мира по пляжному футболу в Бразилии, который произвёл на него большое впечатление. Алаев, Анохин и группа чиновников РФС соорудили площадку в Серебряном Бору и провели дебютное первенство Москвы, а позже Алаев организовал первый чемпионат России по пляжному футболу, совмещая игру с работой на посту генерального директора Федерации пляжного футбола России. В пляжном футболе выступал за команды «Дрим-Тим МФТИ», «Строгино» и «Леман Пайп» (команда, созданная Сергеем Анохиным).
За сборную России Алаев сыграл три матча на Кубке Европы по пляжному футболу 2005 года со 2 по 4 декабря 2005 года: против сборных Бельгии, Португалии и Швейцарии. Стал серебряным призёром Кубка Европы 2005 года, а также бронзовым призёром Евролиги по пляжному футболу 2007 года.

### Карьера функционера
С 2007 года начал работать в Российском футбольном союзе на постоянной основе: на должности специалиста по пляжному футболу в отделе массового футбола, а также как ответственный секретарь комитета пляжного футбола РФС. Занимал должности начальника отдела пляжного футбола РФС и менеджера сборной России по пляжному футболу. С 2010 года — заместитель спортивного директора РФС, отвечал за проведение соревнований. Исполнительный директор РФС с 22 ноября 2011 по 12 сентября 2013 года (уступил пост Андрею Соколову).
18 декабря 2013 года назначен генеральным директором РФС вместо Андрея Соколова, занявшего пост президента Профессиональной футбольной лиги. С июня 2014 года член президиума Ассоциации пляжных видов спорта России, с 2015 года — член комитета УЕФА по маркетингу, с марта 2016 года совмещал пост генерального директора с постом генерального секретаря РФС. Алаев в июле 2012 года вёл переговоры о назначении на пост главного тренера сборной России по футболу Фабио Капелло, а летом 2015 года вел переговоры о расторжении контракта с ним. Зарплата Фабио Капелло составляла €7 млн в год.
Был ответственным за расследование процедуры допинг-тестирования в чемпионатах России, шедших с 2012 по 2015 годы. По итогам расследования ФИФА не нашла допинговых нарушений у игроков сборной России.
С 28 декабря 2016 года член наблюдательного совета оргкомитета чемпионата мира по футболу 2018 года.
В сентябре 2016 года президент Всероссийского объединения болельщиков Александр Шпрыгин был задержан сотрудниками Центра «Э» МВД по делу о массовой драке «Спартака» и ЦСКА, произошедшей 31 января 2016 года после хоккейного матча. По словам сотрудников Центра «Э» МВД, Шпрыгина проверяли «на предмет причастности к организации драки с целью последующего получения денежных средств от РФС для усиления работы с болельщиками». Главным защитником Александра Шпрыгина стал депутат от фракции ЛДПР Игорь Лебедев, который был избран на конференции в состав исполкома РФС. Интерес Центра «Э» МВД к фигуре Шпрыгина возник после Евро‑2016 во Франции, где члены ВОБ были осуждены за участие в массовых беспорядках. Шпрыгин был депортирован из Франции, но вернулся, воспользовавшись специальным автомобилем УЕФА, предназначенным для первых лиц РФС. Отправить за ним такой автомобиль могли только два лица из российской делегации: Виталий Мутко и исполнительный директор РФС Александр Алаев. Считается, что именно Алаев координировал возвращение Шпрыгина обратно во Францию.
С июня 2017 года возглавляет комитеты УЕФА по мини-футболу и пляжному футболу, с февраля 2018 года член рабочей группы по развитию стратегии УЕФА.
25 декабря 2017 года в связи с приостановкой деятельности Виталием Мутко на посту президента РФС Алаев временно был назначен исполняющим обязанности президента РФС. Факт назначения Алаева был неожиданностью на исполкоме, так как по уставу организации в случае невозможности исполнения президентом своих полномочий их должен осуществлять вице-президент, а у Алаева не было статуса вице-президента, и он даже не входил в состав исполкома. К тому же, он не входил в шорт-лист самых вероятных преемников Виталия Мутко, среди которых называли вице-президентов РФС Сергея Прядкина и Сергея Анохина, а также гендиректора оргкомитета чемпионата мира Алексея Сорокина. Выяснилось, что Прядкин и Анохин (как и первый вице-президент Никита Симонян) отказались от предложения, сославшись на занятость, а Сорокин, по данным источников «Коммерсанта», был против такого назначения. К тому же, по мнению тех же источников «Коммерсанта», кандидатура Алаева устраивала Мутко, так как тот был абсолютно ему лоялен, и в последнее время фактически осуществлял оперативное руководство структурой, постоянно консультируясь с ним. Алаев, комментируя свое назначение, пообещал в период руководства РФС принимать «самостоятельные решения», но признался, что рассчитывает на то, что этот период будет недолгим: «Надеюсь, что приостановка будет минимальной, потому что Мутко лучше всех разбирается в футболе и во время реформ он будет очень нужен».
Лоббировал назначение Александра Егорова на должность руководителя Департамента судейства и инспектирования РФС.
С 2019 года — генеральный секретарь РФС. Вел переговоры с бывшим руководителем департамента судейства Виктором Кашшаи, занимавшим должность с 9 января 2020 года по 13 сентября 2021 года. В 2019 году РФС получил от Adidas форму сборной России с перевёрнутым флагом. Генсек РФС Алаев заявил, что вина лежит как на РФС, так и на Адидас.
С февраля 2021 по июль 2022 года также являлся президентом ФНЛ. В ходе отчетно-выборной конференции федерации футбола Московской области заявил, что российский футбол является флагманом мирового футбола по причине того, что во многих странах запрещены турниры и тренировки в связи с пандемией COVID-2019, а РФС проводит тренировочные занятия, детские и женские турниры, соревнования по мини-футболу и пляжному футболу.
С 27 июня 2022 года — врио президента РПЛ. Является единственным кандидатом на выбор главы РПЛ. Бывший главный тренер «Локомотива» и сборной России Юрий Семин назвал Алаева достойным кандидатом на пост главы РПЛ. Бывший президент московского «Спартака» Андрей Червиченко выразил свое мнение, что Алаев «как флюгер будет извиваться и принимать сторону более сильного ветра, и деятельность Алаева не принесет какой-либо пользы российскому футболу». Одной из основных задач на своем посту Алаев назвал, чтобы РПЛ перестали называть «Лигой приколов». 15 июля 2022 года получил FAN ID. Заявил, что уйдет из РПЛ, если случится «эпик фейл». В июле 2022 года РПЛ дважды исправила турнирную таблицы после двух туров.
16 августа 2022 года Алаева единогласно избрали президентом РПЛ на 5 лет.

### Личная жизнь
Женат на Багировой Карине Эдуардовне. Багирова является учредителем НП «Центр содействия развитию пляжных видов спорта», компании, получившей многомиллионные госконтракты на организацию и проведение турниров по пляжному футболу.